# Muchajjam Ajn as-Sultan
Muchajjam Ajn as-Sultan (arab. مخيم عين السلطان) – obóz dla uchodźców palestyńskich w Autonomii Palestyńskiej (wschodni Zachodni Brzeg, Jerycho). Według danych Palestyńskiego Centralnego Biura Statystycznego w 2016 roku liczyło 3999 mieszkańców.